# Grigore Vieru
Grigore Vieru (n. 14 februarie 1935, Pererîta, România – d. 18 ianuarie 2009, Chișinău, Republica Moldova) a fost un poet român din Republica Moldova. În 1993 a fost ales membru corespondent al Academiei Române.

## Biografie
Grigore Vieru s-a născut în data de 14 februarie 1935, în satul Pererîta, județul Hotin, Regatul României (astăzi raionul Briceni, Republica Moldova), în familia lui Pavel și Eudochia Vieru, născută Didic. A absolvit școala de 7 clase din satul natal, în anul 1950, după care urmează școala medie din orașul Lipcani, pe care o termină în 1953.
În anul 1957 debutează editorial (fiind student) cu o plachetă de versuri pentru copii, Alarma, apreciată de critica literară. În 1958 a absolvit Institutul Pedagogic „Ion Creangă” din Chișinău, facultatea Filologie și Istorie. Se angajează ca redactor la redacția numită revista pentru copii „Scînteia Leninistă”, actualmente „Noi”, și ziarul "Tînărul leninist", actualmente "Florile Dalbe" .
La 8 iunie 1960 se căsătorește cu Raisa Nacu (n. 5 septembrie 1930 – d. 26 octombrie 2024), profesoară de limba română și latină, și se angajează ca redactor la revista „Nistru”, actualmente „Basarabia”, publicație a Uniunii Scriitorilor din Moldova. Între anii 1960–1963 a fost redactor la editura „Cartea Moldovenească”.
La 16 iunie 1961 se naște primul copil, Tudor, astăzi medic chirurg la București. La 29 iunie 1965 se naște al doilea fiu al scriitorului, Călin, astăzi medic specialist în acupunctură.
A fost un oaspete des al „Căsuței Poeziei” din satul Cociulia, raionul Cantemir. Tot aici scrie celebra carte pentru preșcolari „Albinuța”.
Anul 1968 aduce o cotitură în destinul poetului, consemnată de volumul de versuri lirice Numele tău, cu o prefață de Ion Druță. Cartea este apreciată de critica literară drept cea mai originală apariție poetică. În chiar anul apariției devine obiect de studiu la cursurile universitare de literatură națională contemporană. Trei poeme din volum sunt intitulate: Tudor Arghezi, Lucian Blaga, Brâncuși, iar alte două sunt închinate lui Nicolae Labiș și Marin Sorescu. Asemenea dedicații apar pentru prima oară în lirica basarabeană postbelică.
În anul 1969 apare volumul Duminica cuvintelor, versuri pentru preșcolari, (Chișinău, Editura „Lumina”).

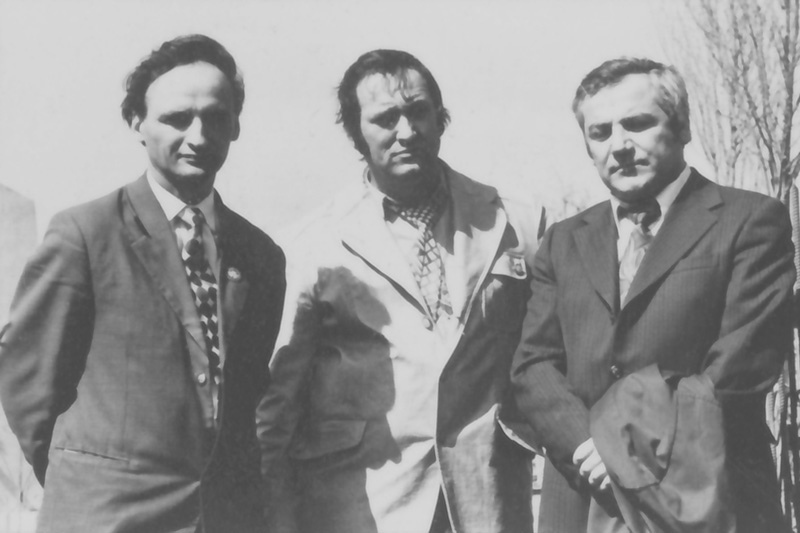
Grigore Vieru, Ion Vatamanu și Serafim Saka în anii '70.

Grigore Vieru a fost membru PCUS din anul 1971.

În 1973, Grigore Vieru trece Prutul în cadrul unei delegații de scriitori sovietici. Participă la întâlnirea cu redactorii revistei „Secolul 20”: Dan Hăulică, Ștefan Augustin Doinaș, Ioanichie Olteanu, Geo Șerban, Tatiana Nicolescu. Vizitează, la rugămintea sa, mănăstirile Putna, Voroneț, Sucevița, Dragomirna, Văratec. Se întoarce la Chișinău cu un sac de cărți. Mai târziu poetul face următoarea mărturisire: 
|  | Dacă visul unora a fost să ajungă în Cosmos, eu viața întreagă am visat să trec Prutul. |

În anul 1974 scriitorul Zaharia Stancu, președintele Uniunii Scriitorilor din România, îi face o invitație oficială din partea societății Uniunii, căreia poetul îi dă curs. Vizitează Transilvania, însoțit de poetul Radu Cârneci. În 1977, iarăși la invitația Uniunii Scriitorilor din România vizitează, împreună cu soția, mai multe orașe din România: București, Constanța, Cluj-Napoca, Iași.
În anul 1979 apar volumele Mama și Albinuța, cartea preșcolarului. Până în prezent Albinuța se editează aproape anual.
În 1988, i se acordă cea mai prestigioasă distincție internațională în domeniul literaturii pentru copii: Diploma de Onoare Andersen.
La sfârșitul anilor '80, Grigore Vieru se găsește în prima linie a Mișcării de Eliberare Națională din Basarabia, textele sale (inclusiv cântecele pe versurile sale) având un mare rol în deșteptarea conștiinței naționale a românilor din Basarabia. Vieru a fost unul dintre fondatorii Frontului Popular din Moldova și se află printre organizatorii și conducătorii Marii Adunări Naționale din 27 august 1989. A participat activ la dezbaterile  sesiunii a XIII-a a Sovietului Suprem din RSSM în care se votează limba română ca limbă oficială și trecerea la grafia latină.
În 1992, Grigore Vieru a fost propus de Academia Română pentru Premiul Nobel pentru Pace. Inițiativa a fost criticată de Igor Smirnov, președintele autoproclamatei Republici Moldovenești Nistrene, respectiv de Valeriu Senic, liderul Partidului Socialist din Moldova. Ambii susțineau că din cauza pozițiilor pro-românești ale lui Vieru a început războiul din Transnistria, Senic scriind că "Vieru are în fiecare sat câte un loc de mormânt".
În anul 2000 este decorat cu Medalia guvernamentală a României „Eminescu - 150 de ani de la naștere”.
În anul 2004 la Editura „Litera Internațional” (București-Craiova), Grigore Vieru scoate antologia „Cât de frumoasă ești”, dedicată Mamei, Limbii române și Iubirii „în creația poeților români plecați la strămoși”. Prefața este semnată de academicianul Eugen Simion. Participă la manifestările naționale dedicate lui Ștefan cel Mare.

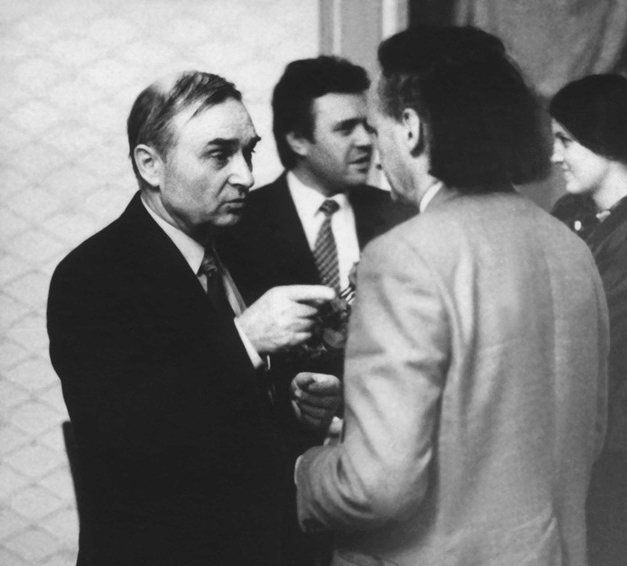
Ion Druță vorbind cu Grigore Vieru la ambasada Republicii Moldova de la București, în anii '90

### Decesul
Pe 16 ianuarie 2009, Vieru a suferit un grav accident de circulație și a fost internat la Spitalul de Urgență din Chișinău. Grigore Vieru s-a aflat într-o stare critică cu politraumatism, traumatism cranio-cerebral închis, contuzie cerebrală, traumatism toracic închis, contuzia cordului și a plămânilor și contuzia organelor abdominale, având șanse minime de supraviețuire. Accidentul rutier a avut loc în noaptea de 15 spre 16 ianuarie, ora 01:30 pe traseul R-3 Chișinău–Hîncești–Cimișlia–Basarabeasca. La volanul autoturismului se afla Gheorghe Munteanu, artist emerit al Republicii Moldova și director adjunct al Ansamblului de dansuri populare „Joc” din Chișinău, aflat într-o stare mai ușoară.
A încetat din viață în data de 18 ianuarie a aceluiași an, la exact două zile după accident în Spitalul de Urgență din Chișinău, în urma unui stop cardiac din care nu a mai putut fi resuscitat.

## Posteritate

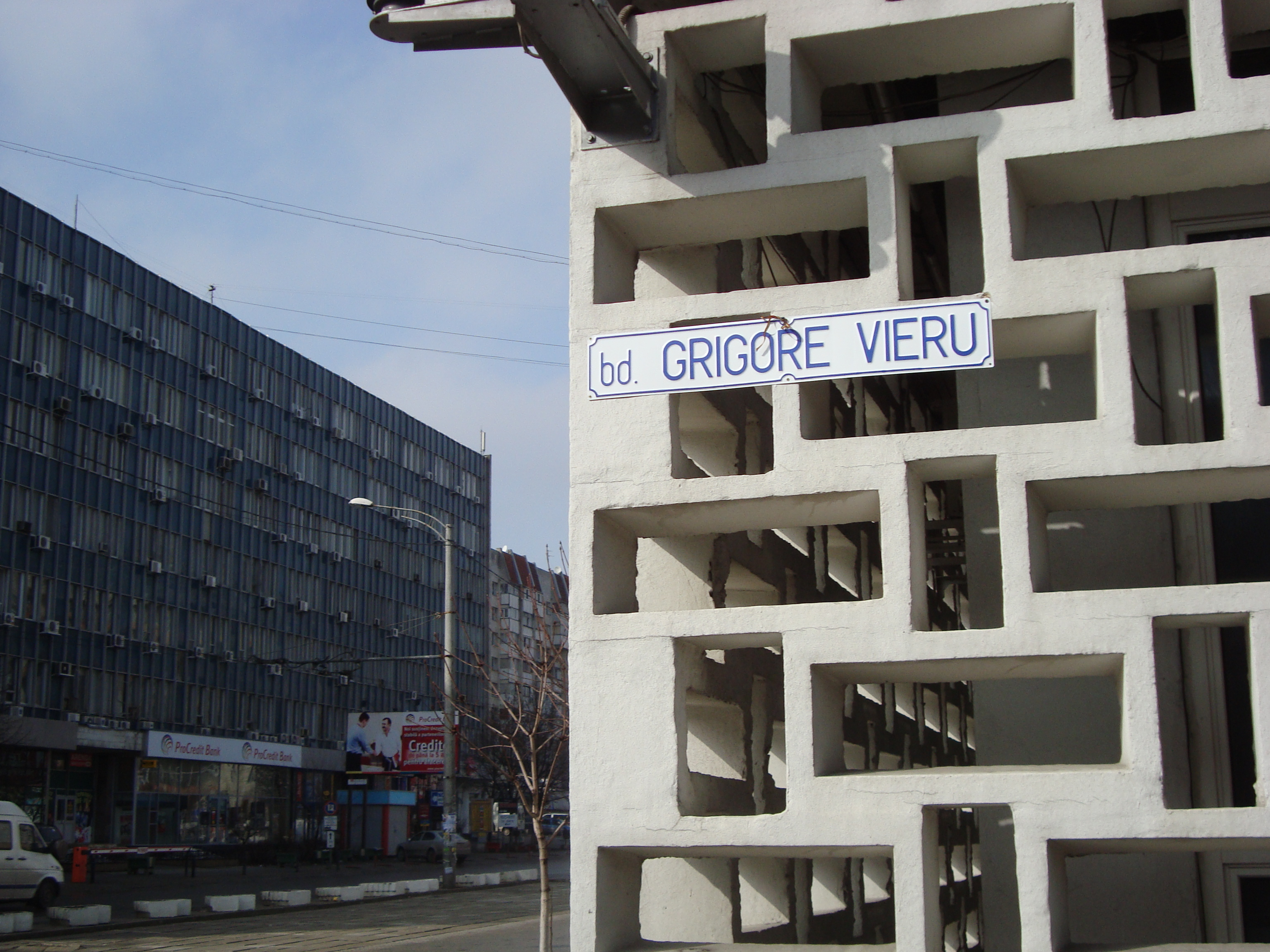
Plăcuța de pe Bulevardul Grigore Vieru din Chișinău

Grigore Vieru a fost înmormântat pe 20 ianuarie 2009, la Chișinău, în cimitirul central din strada Armeană. La înmormântare au asistat câteva zeci de mii de oameni, diviziile lui Grigore Vieru, cum le-a denumit profesorul Dan Dungaciu într-un articol. Chișinăul nu mai cunoscuse funeralii de asemenea proporții de la înmormântarea soților Doina și Ion Aldea Teodorovici. Ziua de 20 ianuarie 2009 a fost declarată zi de doliu în Republica Moldova, la ora 10:00 întreaga republică ținând un moment de reculegere.
Grigore Vieru a fost decorat post-mortem cu Ordinul Național „Steaua României” în grad de Mare Cruce.
Câteva școli din Republica Moldova, un bulevard din Chișinău și o stradă din Iași poartă numele lui Grigore Vieru. Pe 11 februarie 2010, cu trei zile înainte de ziua sa de naștere, a fost instalat bustul poetului în Aleea Clasicilor. De asemenea, o stradă din Buzău îi poartă numele.

## Momente din viața lui Vieru

Bustul lui Grigore Vieru, dezvelit duminică 23 ianuarie 2011 în Parcul Herăstrău din București.
Sculptor: Răzvan Paul Mihăiescu.

- În volumul de poezii pentru copii Trei iezi, ieșit de sub tipar în 1970, se găsea și poezia Curcubeul, în care Vieru, prin metafora curcubeului cu trei culori, elogia drapelul tuturor românilor. Peste câteva zile de la difuzare, cenzura sovietică a retras cartea din librării, dând-o la topit, iar autorul a fost acuzat de diversiune.[21]
- Tot în 1970, apare și Abecedarul, elaborat de Vieru în colaborare cu scriitorul Spiridon Vangheli. De pe acest manual, modificat întrucâtva de-a lungul timpului, învață și astazi micii basarabeni în clasa I. În 1989, tot Vieru și Vangheli au realizat varianta în grafie latină a Abecedarului.
- Vieru a scris, printre multe altele, versurile pentru coloana sonoră a filmului cu desene animate Maria Mirabela, iar poezia lui Vieru Dragă Otee a fost pusă pe muzică și interpretată de Iurie Sadovnic. Ulterior, piesa a fost preluată și de Zdob si Zdub.
- În 1988 în ziarul Literatura și arta din Chișinău a apărut primul text cu grafie latină din Basarabia postbelică. Autor - Grigore Vieru.[22]
- În iunie 1989, obținând aprobarea autorităților sovietice de a publica săptămânalul Literatura și arta în grafie latină, redactorii ziarului s-au pomenit că în toată Moldova Sovietică nu există nicio mașină de scris cu litere latine, în afară de cea de la Academia de Științe din RSSM și de una aparținând profesorului Iulius Popa de la Bălți. În aceste condiții, Grigore Vieru și redactorul-șef de la Literatura și arta, Nicolae Dabija, merg la București pentru a obține o mașină de scris pentru ziar. Autoritățile române tărăgănează răspunsul, iar anticariatul din care puteau să cumpere o astfel de mașină este închis în acele zile din motive tehnice. Vieru și Dabija sunt ajutați însă de preotul Vasile Țepordei, care le aduce la gară o pungă în care se află cele 31 de semne metalice ale alfabetului latin, tăiate de acesta din propria mașină de scris. La Chișinău, semnele latine sunt sudate la o mașină de scris în locul celor chirilice, astfel că Literatura și arta devine primul ziar din Basarabia care începe să iasă sistematic în grafie latină.
- În 1994 neo-comuniștii din Partidul Democrat Agrar, ajunși la putere în Moldova, renunță la imnul de stat Deșteaptă-te, române și le propun poetului Grigore Vieru și compozitorului Eugen Doga să compună versurile și, respectiv, muzica pentru un nou imn. Ambii refuză. Grigore Vieru scrie în Literatura și arta următoarele: |  | Dreptatea istorică va blestema poeții și compozitorii care vor îndrăzni să ridice mâna asupra Imnului Național Deșteaptă-te, române, cocoțându-se ei în locul strălucirii și necesității lui istorice. |[23]
- În 1964 Vieru publică în revista Nistru poemul Legământ, dedicat lui Mihai Eminescu. Poemul începe cu versurile: |  | Știu: cândva, la miez de noapte,/ Ori la răsărit de Soare,/ Stinge-mi-s-or ochii mie/ Tot deasupra cărții Sale. |
- După 45 de ani, poetul moare în urma unui accident de mașină, care are loc în noaptea de pe 15 spre 16 ianuarie 2009, la întoarcerea de la o ceremonie de omagiere a lui Eminescu.
- Epitaful pe care și l-a ales Vieru:[24] |  | Sunt iarbă. Mai simplu nu pot fi. |

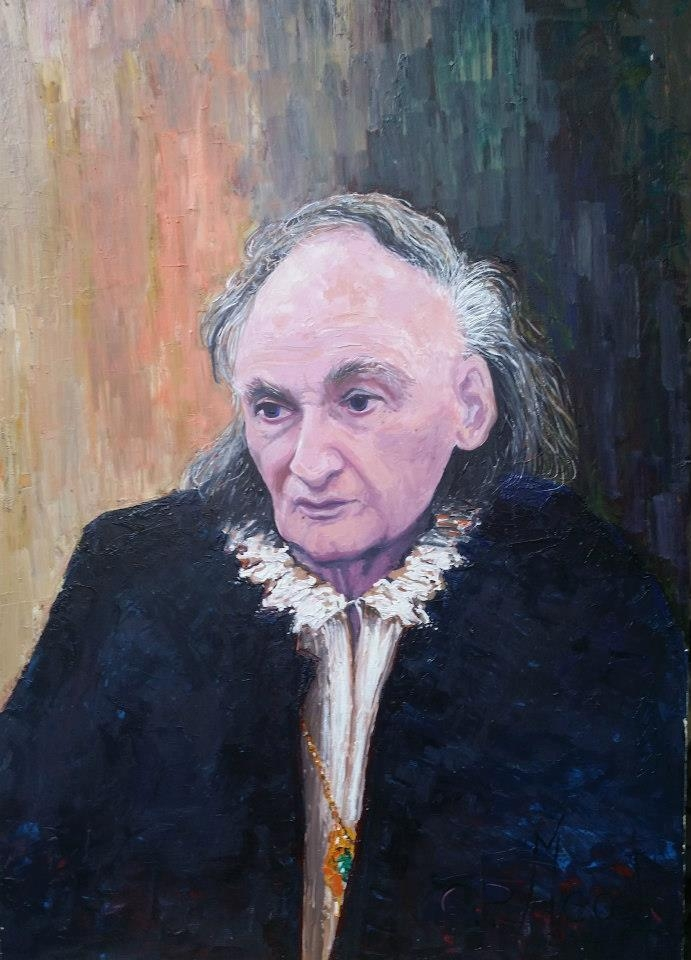
Grigore Vieru, pictat de Paul Mecet

## Operă

### Publicații (selectiv)
Lista completă a publicațiilor poetului Grigore Vieru se află în cartea Grigore Vieru : biobibliografie / Bibl. Naț. pentru Copiii "Ion Creangă", Chișinău : Baștina-Radog, 2011, 978-9975-9878-8-2. 
- 1957 - Alarma : [versuri pentru copii] / des. de Ia. Averbuh, Chișinău : Școala sovietică, 1957
- 1958 - Muzicuțe : [versuri pentru copii] / des. de L. Grigorașcenco, Chișinău : Școala sovietică, 1958
- 1961 - Bună ziua, fulgilor! / pict. : Igor Vieru, Chișinău : Cartea moldovenească, 1961
- 1961 - Făt-Frumos, curcubeul / des. de Igor Vieru, Chișinău : Cartea moldovenească, 1961
- 1963 - Mulțumim pentru pace : culegere de versuri pentru șc. primară / il. de A. Ștarkman, Chișinău : Cartea moldovenească, 1963
- 1963 - Făgurași : poezii, povestiri, cântece pentru grădinița de copii / il. de G. Dimitriu, Chișinău : Cartea moldovenească, 1963
- 1964 - Legământ : poem [dedicat poetului Mihai Eminescu]. In : Revista „Nistru”
- 1965 - Versuri pentru cititorii de toate vârstele / pref. de Ion Druță (Premiul Republican al Comsomolului în domeniul literaturii pentru copii și tineret (1967)).
- 1967 - Poezii de seama voastră, Chișinău : Lumina, 1967
- 1968 - Bărbații Moldovei. In : Revista „Nistru” (Cu o dedicație pentru „naționalistul” Nicolae Testimițeanu. Întregul tiraj este oprit, dedicația scoasă).
- 1969 - Duminica cuvintelor / il. de Igor Vieru, Chișinău : Lumina, 1969 (o carte mult îndrăgită de preșcolari, care a devenit prezentă în orice grădiniță de copii) .
- 1970 - Abecedarul / în colab. cu Spiridon Vangheli ; il. : Igor Vieru, Chișinău : Lumina, 1970
- 1972 - Trei iezi : Versuri alese pentru copii, Chișinău : Lumina, 1970
- 1972 - Trei iezi : Versuri alese pentru copii, Chișinău : Lumina, 1972
- 1974 - Aproape : versuri lirice / il. de Isai Cârmu, Chișinău : Cartea moldovenească, 1974
- 1975 - Mama / il. de Igor Vieru, Chișinău : Lumina, 1975
- 1976 - Un verde ne vede!, Chișinău : Lumina, 1976 (Premiul de Stat al Republicii Moldova (1978)) .
- 1983 - Taina care mă apără : Poeme, Chișinău : Literatura artistică, 1983
- 1986 - Poezii de seama voastră = Стихи для детей, Chișinău : Literatura artistică, 1986
- 1987 - Poftim de întrați = Войдите, пожалуйста / alcăt. : Iulia Țibulschi ; pictor : Gheorghii Zlobin, Chișinău : Lit. artistică, 1987
- 1989 - Metafore albastre = Сини метафори / trad. în lb. bulgară de Ognean Stamboliev, Sofia : Народна култура, Col. Globus poetic
- 1989 - Grigore Vieru și prietenii săi : Fragmente din spectacolul "Rădăcini de foc", Botoșani : S.n., 1989, 1 CD
- 1994 - Abecedar / în colab. cu Spiridon Vangheli ; il. : Lică Sainciuc, Chișinău : Lumina, 1994, 5-372-01462-9
- 1999 - Strigat-am către tine, Chișinău : Litera, ULIM, 1999, 9975-74-229-7
- 2001 - Acum și în veac : Poeme, cântece, confesiuni, București, Chișinău : Litera Internaț., 2001, 973-99869-0-0, 9975-74-444-3
- 2002 - Strigat-am către tine : [versuri, cântece] : Volum antologic de autor / cuv. înainte de Mihai Cimpoi ; pref. de Andrei Strâmbeanu, București : Litera Internaț. ; Chișinău : Litera, 2002
- 2002 - La școala iepurașilor / il. de Isai Cârmu, Chișinău : Prut Internaț., 2002, 9975-69-357-1
- 2004 - Steaua de vineri : [versuri], Chișinău : Prut Internaț., 2004, 9975-69-656-2
- 2005 - Ghicitoare fără sfârșit / il. : Roman Cuțiuba, Chișinău : Prut Internaț., 2005, 9975-69-719-4
- 2005 - Moment poetic. Nr. 29 / des. : Iulian Filip, Chișinău : Cartier, 2005, 9975-79-309-6
- 2008 - Soare, soare, domn frumos / il. : Olga Cazacu, Chișinău : Prut Internaț., 2008, 978-9975-69-961-7
- 2008 - Taina care mă apără : opera poetică, Iași : Princeps Edit, 2008,  978-973-1783-61-1
- 2009 - Cele mai frumoase poezii, București : Jurnalul, 2009, 978-606-92051-0-5
- 2009 - Pâine cu rouă : povestiri / Grigore Vieru ; il. : Done Stan, București : Agora, 2009, 978-606-92210-1-3
- 2010 - Lumina de taină : Pagini alese, Chișinău : Cadran, Bons Offices, 2010, 978-9975-80-429-5
- 2010 - Cele mai frumoase poezii = Die schönsten gedichte /  trad. în germ. de Ion Mărgineanu, Chișinău : Cadran, 2010, 978-9975-80-366-3
- 2010  - Mi-e dor de piatră = Жал ми е за камъка[25] / trad. în bulg. și pref. de Ognean Stamboliev, Sofia : Avangardprint, 2010
- 2011 - Toba ariciului / pict. : N. Fattahova, Chișinău : Biblion SRL, 2011, 978-9975-112-38-3
- 2011 - Rândunica-rândunea / il. : Olga Cazacu, Chișinău : Prut Intern., 2011, 978-9975-4228-8-8
- 2012 - Casa nouă / pict. N. Fattahova, Chișinău : Biblion, 2012, 978-9975-112-61-1
- 2012 - Sunt robul iubirii / ed. îngr. de Raisa Vieru, București : Agora, 2012, 978-606-8391-08-3
- 2012 - Testament pentru Fuego : [poeme, cântece, confesiuni...] / ed. inițiată și coord. de Lili Bobu ; Asociația Culturală „ Regal d'Art”, 978-973-0-13556-5
- 2013 - Limpede ca lacrima : poezie, Chișinău : Prut, 2013, 978-9975-54-126-8
- 2013 - Albinuța / il. de Lică Sainciuc, Chișinău : Litera, 2013, 978-9975-74-461-4  ; Chișinău : Cartier, 2018, 978-9975-86-269-1
- 2013 - Tu m-ai strigat, fiule? : antologie / sel. de Spiridon Vangheli, Chișinău : Ed. pentru copii Guguță, 2013,  978-9975-4255-2-0
- 2014 - Curcubeul /  il. de Carolina Rabei, Chișinău : Litera, 2014, 978-9975-74-347-1
- 2015 - Cântec de iubire, Chișinău : Prut Internaț., 2015, 978-9975-54-180-0
- 2015 - Opera poetică : 2 vol. / Grigore Vieru ; ed. îngr. de Em. Galaicu-Păun, Dorin Onofrei, Chișinău : Cartier, 2015,  978-9975-86-002-4 Vol. 1  ; Vol. 2
- 2015 - Toporul cu coadă de păun / il. de Ghenadie Popescu, Chișinău : Cartier, 2015, 978-9975-79-982-9
- 2015 - Ceasul / il. de Dorina Scorocîrja, Chișinău : Cartier, 2015, 978-9975-79-973-7
- 2015 - Mama / il. de Igor Vieru,  Chișinău : Cartier, 2015, 978-9975-79-975-1
- 2015 - Cele mai frumoase flori / il. de Oana Ispir, Chișinău : Cartier, 2015, 978-9975-79-996-6
- 2016 - Câți ani ai? / il. de Irina Dobrescu, Chișinău : Cartier, 2016, 978-9975-86-121-2   ; Chișinău : Cartier, 2018, 978-9975-86-316-2
- 2016 - Iarna /  il. de Veronica Neacșu, Chișinău : Cartier, 2016, 978-9975-86-114-4   ; Chișinău : Cartier, 2018, 978-9975-86-241-7
- 2016 - Soare, soare, domn frumos / il. de Olga Cazacu, Chișinău : Prut Internațional, 2016, 978-9975-69-961-7
- 2017 - Aproape : antologie de versuri / ed. îngr. de Em. Galaicu-Păun și Dorin Onofrei, Chișinău : Cartier, 2017, 978-9975-86-217-2
- 2018 - Simplu ca iarba, simplu ca pâinea, simplu ca Biblia... : [Poeme, confesiuni, pagini alese din memorabile și privilegiate taifasuri care s-ar fi dorit a fi un interviu tardiv cu Poetul] / pref. de Nicolae Dabija, Botoșani : PIM, 2018, 978-973-0-26914-7
- 2018 - Numele tău / pref. de Bogdan Crețu, Chișinău : Cartier, 2018, 978-9975-86-319-3
- 2018 - Papuceii sfădăuși / pict. : N. Fattahova, Chișinău : Biblion, 2018, 978-9975-138-69-7
- 2018 - Soare, soare, frățioare / il. : N. Fattahova, Chișinău : Biblion, 2018, 978-9975-138-70-3
- 2019 - Cerul alege : aforisme, Chișinău : Cartier, 2019, 978-9975-86-351-3
- 2019 - Tratat pentru umanizarea pustiului : Citate, aforisme, confesiuni... / coord. : Lili Bobu ; Asociația Culturală „ Regal d'Art”, Botoșani : Ed. „ Regal d'Art”, 2019
- 2019 - Poeme alese, S.l. : UZP, 2019, 978-606-94829-2-6
- 2020 - Numele tău / pref. de Bogdan Crețu, Chișinău : Cartier, 2020, 978-9975-86-419-0
- 2020 - În limba ta = Твоею Мовою / Grigore Vieru ; trad. : Vladimir Poiată, Iași : Princeps Multimedia, 2020, 978-606-8510-29-5
- 2021 - Poezii de seama voastră : de la 2 până la 10 versuri, pentru copii de la 2 până la 10 ani / il. de Vasile Sitari, Chișinău : Cartier, 2021, 978-9975-86-481-7
- 2022 - Limpede ca lacrima, Chișinău : Prut Internațional, 2022, 978-9975-54-619-5
- 2022-2023 - Opera poetică : în 7 vol. / Asociația Culturală „ Regal d'Art”, Botoșani : Ed. „ Regal d'Art”, 2022-2023 : Vol. 1 ; Vol. 2 : Aer verde, matern...   ; Vol. 3 ; Vol. 4 : Duminica sărutului  ; Vol. 5 ; Vol. 6 ; Vol. 7
- 2024 - Strigăt șoptit / pref. : Mihai Cimpoi ; red. : Lili Bobu, Botoșani : [Ed. „ Regal d'Art”], 2024

#### Înregistrări audio și video
- ”Sunt iarbă. Mai simplu nu pot fi” : [versuri], Chișinău : Music Univers, s.a., 2 Audio-CD
- Cântare copilăriei ; Cântare Limbii Române / lect. de : Ninela Caranfil, Adelina Andrei, Alexandra Andrei, Chișinău : S.n., s.a., 1 Audio-CD
- Reaprindeți candela / lect. și sel. : Ion Ungureanu, Chișinău : S.n., s.a., 1 Audio-CD
- Taina care mă apără / recital de Sofia Vicoveanca, Iași : Princeps Edit, 2008, 1 DVD
- Lumina de taină, Chișinău : Cadran, Bons Offices, 2010, 1 Audio-CD
- Cine m-a strigat? / lect. de Ion Ungureanu, Chișinău : Vocea Basarabiei, s.a, 1 Audio-CD
- Duminica sărutului / ed. video Marius Cristi Popa, Botoșani : Regal d'Art, 2022, 1 stic
- Bucuria tăcută, Botoșani : Regal d'Art, 2022, 1 stic
- Poezie pentru copii, Botoșani : Regal d'Art, s.a., 1 stic
- Strigăt șoptit, Botoșani : [Ed. „ Regal d'Art”], 2024, 1 stic

### Versuri pentru cântece
- Maria Mirabela
- Dragă Otee
- Pentru Ea
- Răsai
- Eminescu
- La mănăstirea Căpriana (Clopotul Învierii)
- Lăsați-ne în legea noastră
- Două lacrimi gemene (Chișinău și București)
- O serenadă
- Melancolie
- Ultima oră
- Reaprindeți candela
- Mi-e dor de tine, mamă
- Codrul e frumos cu floare

#### Publicații de muzică tipărită
- Stupul vesel : culeg. de cîntece pentru copii, cuv. de Gr. Vieru = Веселый улей : сб. дет. песен на стихи Гр. Виеру / Zlata Tcaci ; versuri : Gr. Vieru, Chișinău : Cartea mold., 1968
- Доброе утро : вок. цикл на стихи Г. Виеру : для голоса в сопровожд. фп. / муз. : Злата Ткач ; стихи : Г. Виеру ; рус. текст В. Золотарева, Москва : Сов. композитор, 1974
- Коза с тремя козлятами : опера-сказка в 3-х д., 8-ми карт. / Злата Ткач ; либретто Гр. Виеру (по сказке Иона Крянгэ) ; рус. текст Ю. Семенова ; перелож. для пения с фп. авт.,Москва : Сов. композитор, 1976
- Моя Родина : кантата для дет. хора и симфон. оркестра : партитура = My Fatherland : Cantata for Children's Chorus and Symphony Orkestra : Score / С. Лунгул ; сл. Г. Виеру и В. Рошка ; рус. текст В. Семернина, Москва : Сов. композитор, 1979
- Clopoțeii : cîntece pentru copii = Колокольчики : песни для детей / Iulia Țibulschi ; vers. de Gr. Vieru ; text rus de Â. Akim ; il. : D. Peicev, Chișinău : Lit. artistică, 1979
- Să crești mare : cîntece pentru copii = Расти большой : песни для детей / Grigore Vieru ; vers. rus. : Â. Akim ; prez. graf. : Lică Sainciuc, Chișinău : Lit. art., 1980
- Poiana privighetorilor : cîntece pentru copii = Соловьиная поляна : дет. песни / alcăt. : Șt. Andronic, Gr. Vieru ; per. s mold. V. Balgat ; prez. graf. : I. Cârmu, Chișinău : Lit. art., 1982
- Stea, stea-logostea : Cîntece pentru copii pe versuri de Grigore Vieru = Звезда, выручай : Песни для детей на стихи Григоре Виеру  / Iulia Țibulschi ; versuri : Grigore Vieru ; trad. în lb. rusă : Iacob Achim, Chișinău : Lit. artistică, 1984
- Ce spune izvorul : cîntece pentru copii pe versuri de Grigore Vieru : [pentru voce și pian] / Eugen Mamot ; versuri : Grigore Vieru, Chișinău : Lit. artistică, 1985
- Ramule-neamule : Cîntece și coruri pe versuri de Grigore Vieru / Iulia Țibulschi, Grigore Vieru ; prezent. grafică de I. Cîrmu, Chișinău : Lit. artistică, 1988,
- Învierea : cîntece sacre  / vers. : Grigore Vieru ; alcăt. : Iulia Țibulschi, Chișinău : Litera, 1990, 5-368-03081-9
- Cîntînd cu iubire / Iulia Țibulschi ; versuri : Grigore Vieru ; il. : Gheorghii Zlobin, Chișinău : Hyperion, 1996, 5-368-01848-7
- Vreau să te văd : romanță pentru tenor și mezzo soprano / Pavel Anton ; versuri : Gr. Vieru, Chișinău : Pontos, 2010, 978-9975-51-149-0
- Maria Mirabela / Eugen Doga ; versuri : Grigore Vieru, Chișinău : Cartier, 2022, 978-9975-86-574-6

### Prezența în antologii
- Testament : Anthology of Modern Romanian Verse = Testament : Antologie de Poezie Română Modernă : Bilingual Edition English & Romanian / ed., transl. : Daniel Ionita  with Eva Foster, Daniel Reynaud and Rochelle Bews,  – Minerva Publishing, 2012 and 2015 (2nd ed.), ISBN 978-973-21-1006-5
- Testament : Anthology of Romanian Verse : American Edition - monolingual English language edition / ed., transl. : Daniel Ionita with Eva Foster, Daniel Reynaud and Rochelle Bews, Australian-Romanian Academy for Culture, 2017, ISBN 978-0-9953502-0-5
- Basarabia Sufletului Meu = The Bessarabia of My Soul : o colecție de poezie din Republica Moldova : bilingvă Română și Engleză / ed. : Daniel Ioniță și Maria Tonu ; trad. Daniel Ioniță cu Eva Foster, Daniel Reynaud și Rochelle Bews (asistenți la traducere), Toronto : MediaTon, 2018, ISBN 978-1-7751837-9-2
- Streiflicht : Eine Auswahl zeitgenössischer rumänischer Lyrik (81 rumänische Autoren) = Lumina piezișă : antologie bilingvă cuprinzând 81 de autori români / trad. de Christian W. Schenk, Dionysos, 1994, ISBN 3980387119

### Traduceri
- Gyvasis vanduo / Grigore Vijerus ; verte Algimantas Baltakis, Vilnius : Vaga, 1973
- Возьми с собой : стихи / Григоре Виеру ; пер. с молд.: Я. Аким ; рис. : Т. Прибыловская, Москва : Дет. лит., 1974
- Мама : пер. с молд. / Григоре Виеру ; худож. Ликэ Саинчук, Chișinău : Lit. art., 1979
- Веселая азбука : стихи / Григоре Виеру ; пер. с молд. В. Берестова ; ил. Э. Гороховского, Chișinău : Lit. artistică, 1985 .
- Poezii de seama voastră = Стихи для детей / Grigore Vieru, Chișinău : Literatura artistică, 1986
- Poftim de întrați = Войдите, пожалуйста / Grigore Vieru ; alcăt. : Iulia Țibulschi ; pictor : Gheorghii Zlobin, Chișinău : Lit. artistică, 1987
- Мама шла по тропинке зеленой... : стихи / Григоре Виеру ; худож. Нина Даниленко, Chișinău : Literatura artistică, 1989, 5-368-00273-4
- Веселая азбука : стихи / Григоре Виеру ; пер. с молд. В. Берестова ; ил. В. Мовиляну, Chișinău : Prometeu, 1996, 5-7790-0360-2
- Сини метафори = Metafore albastre / подбор и превод : Огнян Стамболиев, София : Народна култура, 1991
- Mi-e dor de piatră = Жал ми е за камъка[25] / Grigore Vieru ; trad. în bulg. și pref. de Ognean Stamboliev, Sofia : Avangardprint, 2010
- Mamă, tu ești Patria mea = Mamu, Sän Benım Vatanımsın / Grigore Vieru ; gagauz dil. çevir. : Tudor Angheli, Kișinev : S.n., 2010, 978-9975-78-847-2
- Poemele mamei = Carmina matris / Grigore Vieru ; trad. în lb. latină de Gh. Badea, Iași : Alfa, 2012, 978-606-540-077-1
- Trandafirul singurătății = La rosa della solitude / Grigore Vieru ; trad. : Francesco Altiere ; pref. : Daniel Corbu, Iași : Princeps Multimedia, 2019, 978-606-8510-29-3
- În limba ta = Твоею Мовою / Grigore Vieru ; trad. : Vladimir Poiată, Iași : Princeps Multimedia, 2020, 978-606-8510-29-5

## Despre Grigore Vieru
- Vieru, Grigore. In : Enciclopedia sovietică moldovenească, Vol. 2, p. 37
- Виеру, Григоре. In : Советский энциклопедический словарь, Москва : Гл. ред. Совет. энциклопедии, 1981
- Vieru, Grigore. In : Literatura și Arta Moldovei : Enciclopedie, Chișinău, Red. ESM., 1985
- Grigore Vieru. In : Calendar Național / Biblioteca Națională a Republicii Moldova, Chișinău : BNRM, 1995, 2010
- Condamnați la zbucium : (Eseuri și portrete literare) / Tudor Țopa, Chișinău : Vast-M, 2002,  9975-9554-4-4
- Condamnați la zbucium : (Eseuri și portrete literare) / Tudor Țopa, Chișinău : Universul, 2003, 9975-9554-4-4
- Vieru, Grigore. In : DEI Nume proprii, Chișinău-București : Cartier, 2004
- Grigore Vieru : Poetul arhetipurilor / Mihai Cimpoi, Chișinău : Prut Internaț., 2005, 9975-69-731-3
- Cuvântul ca instrument al magicului în poezia lui L. Blaga și Gr. Vieru : Studiu comparat / Veronica Postolachi, Chișinău : Pontos, 2007, 978-9975-102-40-7
- Voievozii inspirației : (Eseuri, portrete literare, povestiri documentare) / Tudor Țopa, Chișinău : Fundația „Draghiștea”, 2007, 978-9975-9668-7-8.
- Familia Română. 2009, An. 10, Nr 1 (32), apr. : Grigore Vieru (1935-2009) / Bibl. Jud. „ Petre Dulfu”, Baia Mare ; Asoc. Cult. „ Familia Română”, București, 2009
- Виеру, Григоре. In : Большой энциклопедический словарь, Москва : Дрофа, 2009
- Grigore Vieru. In : Mari scriitori români : Medalioane literare / Mihai Cimpoi, Chișinău : Silvius Libris, 2009, 978-9975-107-13-6
- Григоре Виеру. In : Великие румынские писатели : лит. медальоны / Михай Чимпой, Chișinău : Silvius Libris, 2009, 978-9975-107-14-3
- Grigore Vieru în amintirile contemporanilor / sel. de texte, itinerar biogr. și pref. de Daniel Corbu, Iași : Princeps Edit, 2009, 978-606-523-062-0
- Copii ai neamului nostru : Un pic de istorie / Vlad Ciubucciu, Chișinău : Ed. Pavel, 2010, 978-973-88978-0-9
- Vieru, Grigore. In : Enciclopedia Universală Britannica, Vol. 16, București-Chișinău : Litera, 2010, p. 124
- Grigore Vieru - dimensiuni critice / Centrul de Studii Literare "Grigore Vieru" Târgu-Mureș, Târgu-Mureș : Cezara Codruța Marica, 2010, 978-606-92678-0-6
- Grigore Vieru, poetul / Acad. de Științe a Moldovei. Inst. de Filologie ; coord. Mihai Cimpoi, Chișinău : Știința, 2010, 978-9975-67-572-7  , 978-9975-67-502-4
- Grigore Vieru : biobibliografie / Min. Culturii al RM ; Bibl. Naț. pentru Copiii "Ion Creangă" ; ed. îngr. de Claudia Balaban; alcăt. : Maria Ilievici, Tamara Maleru, Chișinău : Baștina-Radog, 2011, 978-9975-9878-8-2.
- Grigore Vieru în amintirile contemporanilor / sel. de texte, itinerar biogr. și pref. de Daniel Corbu, Iași : Princeps Edit, 2011, 978-606-523-132-0
- Fratele nostru, Grigore / Mihaela Manu, Iași : PIM, 2012, 978-606-520-909-1
- Poetul din stele / Cenaclul „Grigore Vieru”, Toronto, Ontario, Canada ; coord.: Maria Tonu, Valentina Butnaru, Toronto : S.n., 2012, 978-1-300-11494-9
- Viziuni asupra vieții și morții poeților martiri : Eminescu, Mateevici, Vieru / Gheorghe Baciu, Chișinău : S. n., 2014, 978-9975-100-99-1
- Omul duminicii : Cuvinte înlăcrimate, cuvinte de neuitare pentru poetul Grigore Vieru / ed. îngr. Raisa Vieru, Chișinău : Prut , 2014, 978-9975-54-167-1
- Patria în opera lui Grigore Vieru / Sava Bogasiu, Buzău : Alpha MDN, 2015, 978-973-139-296-7
- Cât Vieru ne-a rămas? / Iulian Filip, Chișinău : S.n., 2015, 978-9975-56-221-8
- Cetatea Grigore Vieru : poeme, eseuri, evocări / Petru Rotaru, Chișinău : S.n., 2016, 978-9975-133-18-0
- Treisprezece minune din viața lui Grigore Vieru. In :Oglinzile memoriei : (proză și publicistică) / Nicolae Roibu, Chișinău : S.n., 2018, 978-9975-144-93-3
- Grigore Vieru și mitul său plutitor / Daniel Corbu, Iași : Princeps Mutimedia, 2018, 978-606-93397-1-8
- Zece ani fără Grigore Vieru / Vasile Fluturel, Iași : Princeps Multimedia, 2019, 978-606-8510-29-3
- Grigore Vieru, poetul arhetipurilor / Mihai Cimpoi, Iași : Princeps Multimedia, 2021, 978-606-8510-26-2   ; Ed. difinitivă - Iași : Princeps Multimedia, 2024
- Pagini despre, de și pentru Grigore Vieru / Vasile Fluturel, Iași : Princeps Multimedia, 2021, 978-606-8510-43-9   Ed. a 2-a, revăz. și adăug. - Iași : Princeps Multimedia, 2023
- Grigore Vieru - Verbul de lumină / Ion Hadârcă, Iași : Princeps Multimedia, 2022, 978-606-8510-51-4
- Grigore Vieru sau pătimirea Basarabeană / Tudor Nedelcea, Craiova : Sitech, 2023, 978-606-11-8324-1
- Grigore Vieru - Întoarcerea lacrimei / Nicolae Băciuț, Târgu-Mureș : Vatra Veche, 2024, 978-606-546-269-4
- Grigore Vieru : Poezia cu strigăt existențial / Daniel Corbu, Iași : Princeps Edith, 2024, 978-606-93397-1-8
- Manualul de viață a poetului Grigore Vieru / Sava Bogasiu, Buzău : Editgraph, 2024, 978-630-318-062-5
- Grigore Vieru : Pelerin pe meleaguri nemțene : Carte de memorii / Olguța Creangă-Caia, Iași : Publimedia, 2024, 978-606-95900-0-3